# Hermann I. (Münster)
Hermann I. († 22. Juli 1042) war von 1032 bis zu seinem Tode im Jahre 1042 der 14. Bischof von Münster. Über seine Abstammung und sein Geburtsdatum gibt es keine Informationen, jedoch wird er dem Adelsgeschlecht der Billunger zugeschrieben. Allerdings könnte er auch den Grafen von Werl entstammen.
In Hermanns Amtszeit als Bischof von Münster fällt die Gründung des Stifts Überwasser in Münster. Dessen Einweihung fand im Jahre 1040 im Beisein von König Heinrich III. sowie einer Vielzahl von Geistlichen und Adligen statt. Von einem guten Verhältnis zwischen König und Bischof zeugt eine Reliquienmonstranz, die gemäß ihrer Inschrift ein Geschenk Heinrichs III. an Hermann war und sich im Domschatz im St.-Paulus-Dom befindet.
Berthildis, die drittletzte Äbtissin des Klosters Liesborn und Stifterin des Liesborner Evangeliars, soll eine Schwester Hermanns I. gewesen sein.